# Speyeria cunninghami
Speyeria cunninghami är en fjärilsart som beskrevs av Richard Owen 1883. Speyeria cunninghami ingår i släktet Speyeria och familjen praktfjärilar. Inga underarter finns listade i Catalogue of Life.